# آل زبیر
آل زبیر یا خاندان زبیر به فرزندان زبیر بن عوام بن خویلد، پسرعمه و صحابی محمد، پیامبر اسلام و برادرزادهٔ خدیجه، همسر محمد گفته می‌شود. این خاندان، از خانواده‌های مشهور در تاریخ اسلام هستند. آنان برای رسیدن به خلافت فعالیت خود را آغاز کردند و در این راستا به نشر احادیث هم مشغول شدند. بیشتر این روایات درجهت پررنگ کردن و مؤثر نشان‌دادن فعالیت آنان در تاریخ صدر اسلام است. این فعالیت‌ها سبب اختصاص جایگاهی ویژه برای آنان تا سدهٔ نهم هجری شد و آثار فرهنگی‌شان در همهٔ سرزمین‌های اسلامی گسترش یافت. واقدی نخستین کسی است که از فرزندان زبیر با عنوان «خاندان زبیر» نام می‌برد. به‌گزارش ابن سعد شمار فرزندان زبیر بیست فرزند است. اما بررسی منابع تاریخی تعداد بیست و دو فرزند را به‌دست می‌دهد. عبدالله، عاصم، عروه، منذر، مهاجر، خدیجه کبری، ام حسن و عایشه از اسماء بنت ابوبکر؛ خالد، عمرو یا عمر، حبیبه، سوده و هند از امه بنت خالد؛ مصعب، حمزه، رمله از رباب بن انیف؛ عبیده و جعفر از ام جعفر بنت مرثد بن عمرو؛ زینب از ام کلثوم بنت عقبه بن ابی‌معیط؛ خدیجه صغری از حلال بنت قیس؛ عبیدالله که مادرش مشخص نیست و محمد.

## حکومت زبیریان
عبدالله بن زبیر از مخالفان یزید و فرزند زبیر بن عوام بود، و در فتنه دوم خلیفه خلافت زبیری بود.

منطقه تحت کنترل عبدالله بن زبیر

## روابط با امویان و هاشمیان
عبدالله بن زبیر به شدت از هاشمیان و علویان  نفرت داشت به طوری که آرزو داشت یک روز همه آنها را در دره ای جمع کند و بسوزاند و دلیل این نفرت هم خاطره جنگ جمل بود.
ابن زبیر برای این که مردمان حجاز با او بیعت کنند به دروغ ادعا کرد که خونخواه حسین بن علی است.
پس از شورش او ،یزید بن معاویه سپاهی عظیم به فرماندهی مسلم بن عقبه به حجاز فرستاد تا زبیریان را سرکوب کند.
مسلم بن عقبه پس از فتح مدینة النبی بیمار شد و در گذشت و فرماندهی نیرو ها را حسین بن نمیر بر عهده گرفت اما مرگ یزید سبب شد که سپاه شام عقب نشینی کند.
پس از تسلط زبیریان بر عراق ، مختار ثقفی در عراق قیام کرد و والی عبدالله بن زبیر را از کوفه بیرون کرد.
در حالی که هجده ماه از قیام مختار می گذشت زبیریان به کوفه حمله کرده و قیام مختار را نابود کردند.